# Kénessav
A kénessav (H2SO3) egy szervetlen, kétértékű sav, a kén egyik oxosava. Tiszta állapotban még nem sikerült előállítani, azonban 1988-ban dietil-szulfit disszociatív ionizációjakor észlelték gázfázisban.

Sói a szulfitok, savanyú sói a hidrogén-szulfitok.
A kénatom oxidációs száma a kénessavban +4. A kén-dioxid vízben oldásakor keletkezik HSO−3 és kevés SO2−3 formájában.

## Szerkezete
A kénessav molekulaszerkezete nem egyértelmű, egyes feltételezések szerint az egyik hidrogénatom közvetlenül a kénatomhoz kapcsolódik, a képlete HSO2OH, ez a szerkezet egyértékű savra utal.

A kénessav tautomériája

A kénessavból két proton leadásakor keletkező szulfition trigonális piramis alakú, a központi kénatom egy nemkötő elektronpárt tartalmaz.

## Kémiai tulajdonságai
A kén-dioxid vizes oldatát nevezik kénessavnak, bár abban a nem disszociált sav, ha egyáltalán létezik, csak igen kis koncentrációban van jelen. Az oldat a spektroszkópiai vizsgálatok szerint főleg különböző SO2·nH2O hidrátokat, ezen felül nyomnyi, az oldat koncentrációjától, hőmérsékletétől és pH-értékétől függő mennyiségű H3O+, HSO−3, S2O2−3 és SO2−3 ionokat tartalmaz. Nemdisszociált kénessavat nem sikerült kimutatni:
{\displaystyle \mathrm {SO_{2}+H_{2}O\leftrightarrow H_{2}SO_{3}} }
A kénessavat forralva az SO2 elpárolog és a víz  visszamarad. 
Kétértékű, középerős sav. Lúgokkal reagálva biszulfitokat (hidrogén-szulfitokat) és szulfitokat képez. Redukáló tulajdonságú, oxigén hatására kénsavvá vagy ditionsavvá oxidálódhat. Pl.:
{\displaystyle \mathrm {HSO_{3}^{-}+I_{2}+H_{2}O\rightarrow HSO_{4}^{-}+2H^{+}+2I^{-}} }
A fenti reakció a térfogatos analízisben alkalmazható. 
Enyhe oxidálószer, ha egy fémet (pl. cinket, vasat, alumíniumot) feloldunk benne, a kénessav feleslege a fejlődő hidrogént oxidálhatja, miközben hidrokénessavvá redukálódik. 
{\displaystyle \mathrm {H_{2}SO_{3}+H_{2}\rightarrow H_{2}SO_{2}+H_{2}O} }

## Sói
Az alkálifémek szulfitjai vízben jól oldódnak. Redukáló tulajdonságú vegyületek. A vízoldékony szabályos szulfitok általában enyhén lúgos kémhatásúak, míg a hidrogén-szulfitok kémhatása enyhén savas. 
A többi szulfit (az ammónium-szulfit(en) kivételével) vízben rosszul oldódik. Az ilyen oldatok általában hidrogén-szulfit-ionokat tartalmaznak.
Ha a hidrogén-szulfitokat hevítjük, piroszulfitokká alakulnak, emiatt a szilárd hidrogén-szulfitok elkülönítése csak néhány nagyobb kation (Rb, Cs) esetén sikerült. A piroszulfitok a pirokénessav sóinak tekinthetők, a pirokénessav azonban szabad állapotban nem ismeretes.
{\displaystyle \mathrm {2\ NaHSO_{3}\rightarrow Na_{2}S_{2}O_{5}+H_{2}O} }
Elemi kénnel redukálva tioszulfátok keletkezhetnek:
{\displaystyle \mathrm {Na_{2}SO_{3}+S\rightarrow Na_{2}S_{2}O_{3}} }

## Kapcsolódó lapok
- nátrium-szulfit
- kálium-szulfit
- kalcium-szulfit
- kálium-hidrogén-szulfit
- kalcium-hidrogén-szulfit